# Coffeeville (Mississippi)
Coffeeville város az USA Mississippi államában, Yalobusha megyében, melynek Water Valleyvel együtt megyeszékhelye is. Lakosainak száma 797 fő (2020. április 1.).

## Népesség
A település népességének változása:
| Lakosok száma | 749  | 905  | 797  |
|               | 1880 | 2010 | 2020 |